# Ciliosemina pedunculata
Ciliosemina pedunculata là một loài thực vật có hoa trong họ Thiến thảo. Loài này được (H.Karst.) Antonelli mô tả khoa học đầu tiên năm 2005.